# Nepvant
Nepvant je francouzská obec v departementu Meuse v regionu Grand Est. V roce 2013 zde žilo 80 obyvatel.

## Poloha
Sousední obce jsou: Brouennes, Lamouilly, Olizy-sur-Chiers a Stenay.

## Vývoj počtu obyvatel
Počet obyvatel